# Mariame Clément
Mariame Clément (geboren 1974 in Paris) ist eine französische Opernregisseurin.  

## Leben
Mariame Clément studierte von 1994 bis 1997 Literatur und Kunstgeschichte an der École normale supérieure und arbeitete danach als Dozentin an der Harvard University. Sie volontierte und assistierte im Regiefach an der Staatsoper Berlin, der Opéra National de Montpellier und der Opéra du Rhin Strasbourg. Im Jahr 2004 hatte sie ihren ersten Regieauftrag für  Il signor Bruschino/Gianni Schicchi an der Opéra de Lausanne und arbeitet seither als Regisseurin an verschiedenen mittleren Häusern. 2012 inszenierte sie die Ausstellung Die Leidenschaften im Deutschen Hygiene-Museum in Dresden. Bei ihren Inszenierungen arbeitet sie regelmäßig mit der Bühnenbildnerin Julia Hansen zusammen, die 2010 für das Bühnenbild zur Straßburger Platée-Inszenierung den Preis des „Syndicat Professionnel de la Critique de France“ erhielt.
Clément ist verheiratet und lebt nach einem Aufenthalt in Berlin wieder in Paris.

## Inszenierungen (Auswahl)
- Le nozze di Figaro, Dortmund 2013
- Hänsel und Gretel, Paris 2013
- Die Zauberflöte, Straßburg 2012
- Agrippina, Gent 2012
- Don Pasquale, Glyndebourne 2011
- Der Rosenkavalier, Straßburg 2011
- Platée, Straßburg 2010
- Castor et Pollux, Theater an der Wien 2010
- Giasone,  Antwerpen/Gent 2009
- Die Entführung aus dem Serail, Braunschweig 2008
- Il barbiere di Siviglia, Bern 2007
- La Belle Hélène, Straßburg 2006
- Albert Herring, Lübeck 2005
- Il viaggio a Reims, Bern 2005